# Lectura del cervell

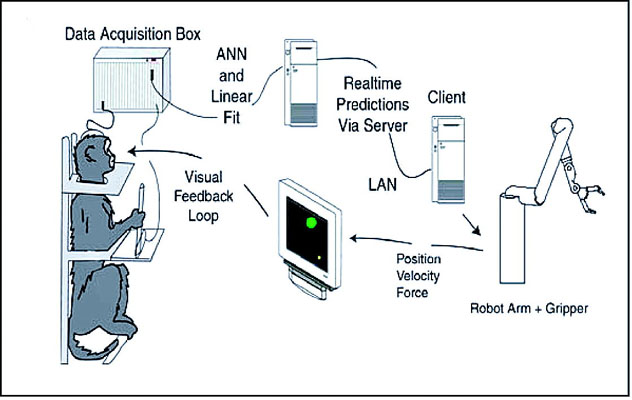
Bucles de configuració i control del comportament, que consisteixen en el sistema d'adquisició de dades, l'ordinador que executa diversos models lineals en temps real, el braç del robot equipat amb una pinça i la pantalla visual. El pal estava equipat amb un transductor de força de presa. La posició del robot es va traduir a la posició del cursor a la pantalla i es va proporcionar una retroalimentació de la força de presa canviant la mida del cursor. – Lectura addicional: Lebedev, M.A., Carmena, J.M., O’Doherty, J.E., Zacksenhouse, M., Henriquez, C.S., Principe, J.C., Nicolelis, M.A.L. (2005) Adaptació del conjunt cortical per representar actuadors controlats per una interfície cervell màquina. J. Neurosci.

La lectura del cervell o la identificació del pensament utilitza les respostes de múltiples voxels del cervell evocats per l'estímul després detectats per fMRI per tal de descodificar l'estímul original. Els avenços en la investigació ho han fet possible mitjançant l'ús de la neuroimatge humana per descodificar l'experiència conscient d'una persona a partir de mesures no invasives de l'activitat cerebral d'una persona. Els estudis de lectura cerebral difereixen pel tipus de descodificació (és a dir classificació, identificació i reconstrucció) emprada, l'objectiu (és a dir descodificació de patrons visuals, patrons auditius, estats cognitius) i els algorismes de descodificació (classificació lineal, classificació no lineal, reconstrucció directa, reconstrucció bayesiana, etc.) ocupat.
El 2007, la professora de neuropsicologia Barbara Sahakian va qualificar: "Molts neurocientífics en el camp són molt prudents i diuen que no podem parlar de llegir la ment de les persones, i ara mateix això és molt cert, però estem avançant tan ràpidament., no passarà gaire abans que podrem dir si algú està inventant una història, o si algú tenia la intenció de cometre un crim amb un cert grau de certesa".

## Aplicacions

### Imatges naturals

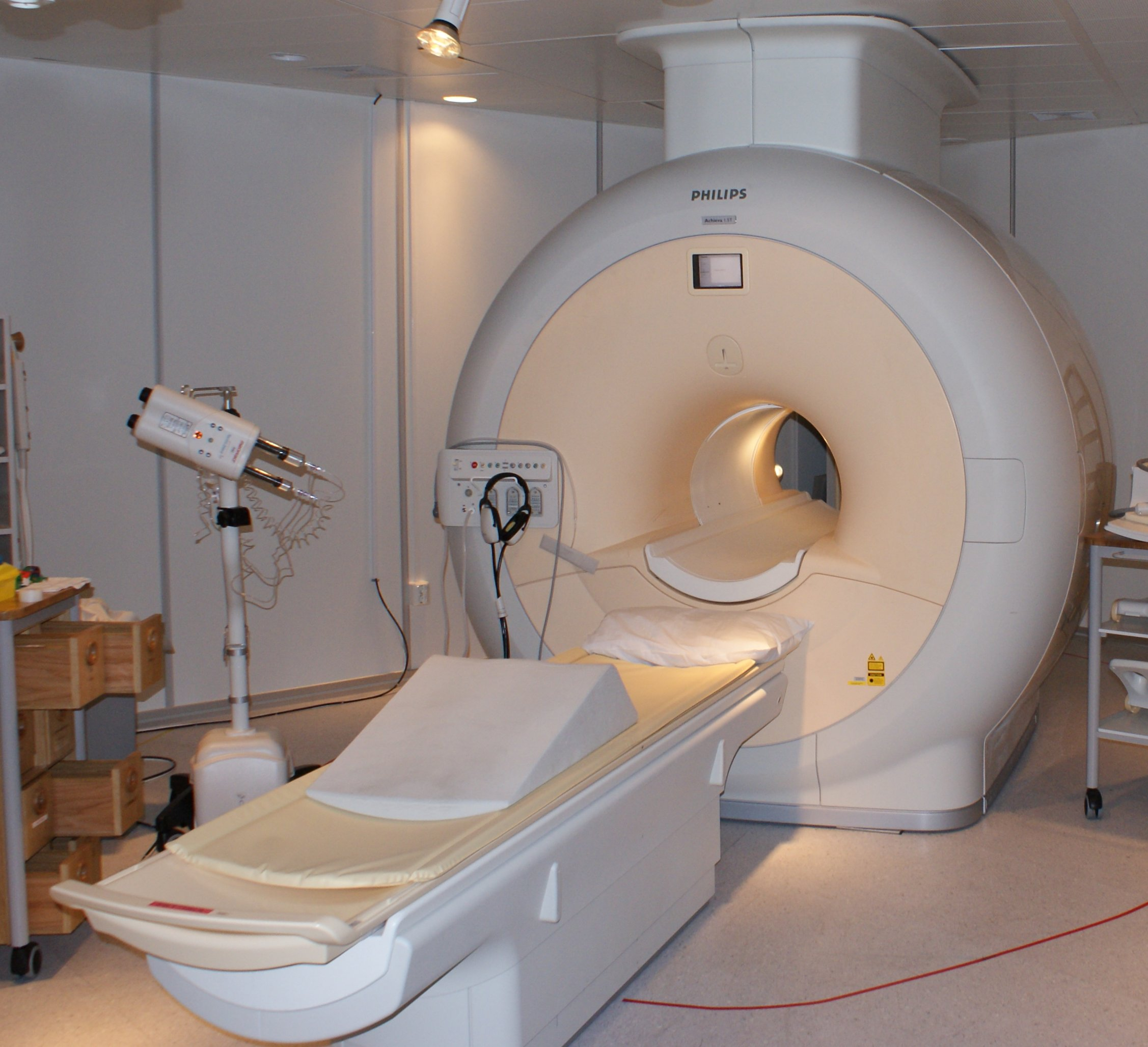
Escàner de ressonància magnètica que es podria utilitzar per a la identificació del pensament

La identificació d'imatges naturals complexes és possible mitjançant voxels de les àrees de l'escorça visual anterior i anterior (àrees visuals V3A, V3B, V4 i l'occipital lateral) juntament amb la inferència bayesiana. Aquest enfocament de lectura cerebral utilitza tres components: un model de codificació estructural que caracteritza les respostes a les primeres àrees visuals; un model de codificació semàntica que caracteritza les respostes a les àrees visuals anteriors; i un prior bayesià que descriu la distribució de les estadístiques de l'escena estructural i semàntica.
Experimentalment, el procediment consisteix en el fet que els subjectes vegin 1.750 imatges naturals en blanc i negre que estan correlacionades amb l'activació de voxels al seu cervell. A continuació, els subjectes van veure altres 120 imatges noves i s'utilitza la informació de les exploracions anteriors per reconstruir-les. Les imatges naturals que s'utilitzen inclouen imatges d'un cafè al costat del mar i un port, artistes en un escenari i un fullatge dens.
El 2008 IBM va sol·licitar una patent sobre com extreure imatges mentals de rostres humans del cervell humà. Utilitza un bucle de retroalimentació basat en mesures cerebrals de la zona del gir fusiforme del cervell que s'activa proporcionalment amb el grau de reconeixement facial.
El 2011, un equip dirigit per Shinji Nishimoto va utilitzar només enregistraments cerebrals per reconstruir parcialment el que estaven veient els voluntaris. Els investigadors van aplicar un nou model, sobre com es processa la informació d'objectes en moviment al cervell humà, mentre que els voluntaris van veure clips de diversos vídeos. Un algorisme va cercar milers d'hores de vídeos externs de YouTube (cap dels vídeos era el mateix que els que miraven els voluntaris) per seleccionar els clips que s'assemblaven més. Els autors han penjat demostracions comparant els vídeos vists i els estimats per ordinador.
El 2017, un estudi de percepció facial en micos va informar de la reconstrucció de cares humans mitjançant l'anàlisi de l'activitat elèctrica de 205 neurones.
L'any 2023 es va informar de la reconstrucció d'imatges mitjançant la difusió estable de l'activitat cerebral humana obtinguda mitjançant fMRI.